# (73840) 1996 GO13
(73840) 1996 GO13 – planetoida z pasa głównego asteroid okrążająca Słońce w ciągu 4,28 lat w średniej odległości 2,64 j.a. Odkryta 11 kwietnia 1996 roku.